# Luxembourg (kanton)
 For alternative betydninger, se Luxembourg (flertydig). (Se også artikler, som begynder med Luxembourg)
Luxembourg er en kanton i distriktet Luxembourg i storhertugdømmet Luxembourg. Kantonen ligger i den sydlige del af landet og har et areal på 238,46 km². I 2005 havde kantonen 126.940 indbyggere og det administrative center ligger i byen Luxembourg.

## Kommuner
Kantonen Luxembourg består af ti kommuner og byen Luxembourg. I tabellen opgives antal indbyggere pr. 1. januar 2005.
| #   | Kommuner       | Indbyggere |
| --- | -------------- | ---------- |
| 1.  | Luxembourg     | 76.420     |
| 2.  | Hesperange     | 11.504     |
| 3.  | Walferdange    | 6.604      |
| 4.  | Strassen       | 6.173      |
| 5.  | Bertrange      | 5.724      |
| 6.  | Niederanven    | 5.342      |
| 7.  | Steinsel       | 4.508      |
| 8.  | Schuttrange    | 3.291      |
| 9.  | Contern        | 3.136      |
| 10. | Sandweiler     | 2.870      |
| 11. | Weiler-la-Tour | 1.368      |

49°36′N 6°06′Ø / 49.6°N 6.1°Ø